# Michael Dimich
Michael Dimich est un réalisateur de télévision américain.

## Filmographie
- 1987 : Loin de ce monde (Out of This World) (série TV)
- 1989 : The Magic of David Copperfield XI: The Explosive Encounter (TV)
- 1990 : Tic Tac Dough (en) (série TV)
- 1991 : Fantasy Park (TV)
- 1994 : Politically Incorrect (série TV)
- 1996 : 101 Dalmatians Sing Along (vidéo)
- 1998 : The Magic Hour (série TV)
- 1999 : 'Weird Al' Yankovic Live! (vidéo)
- 2000 : Dr. Laura (série TV)
- 2001 : The Wayne Brady Show (en) (série TV)
- 2002 : The Most Outrageous Game Show Moments (TV)
- 2003 : Ellen: The Ellen DeGeneres Show (série TV)
- 2004 : MDN (série TV)
- 2005 : The Hollywood Show (TV)
- 2005 : Back to Norm (TV)